# Strategikon di Cecaumeno
Lo Strategikon di Cecaumeno (in greco Στρατηγικὸν τοῦ Κεκαυμένου?, in latino Cecaumeni Strategicon) è un manuale militare bizantino della fine dell'XI secolo che offre consigli sulla guerra e sulla gestione degli affari pubblici e domestici.
Il libro fu composto tra il 1075 e il 1078 da un generale bizantino di origine in parte armena, Giovanni Cecaumeno. In esso offre consigli, basati sulla sua esperienza personale e su numerosi esempi storici tratti dagli eventi dell'XI secolo. È diviso in sei parti:
- La prima parte (capitoli 1-8) è giunta a noi incompleta, poiché il suo inizio è andato perduto. Riguarda i doveri e i servizi dovuti a un signore di livello superiore.
- La seconda parte (capitoli 9-34) è lo Strategikon vero e proprio e contiene consigli per un generale.
- La terza parte (capitoli 35-71) contiene consigli sulle questioni domestiche, l'educazione dei figli, la gestione della casa e della famiglia e le relazioni sociali.
- La quarta parte (capitoli 72-76) contiene consigli sul comportamento da tenere in caso di rivolte contro l'imperatore.
- La quinta parte (capitoli 77-88) contiene le avvertenze all'imperatore sul governo e la difesa dello Stato.
- La parte 6 (capitoli 89-91) contiene consigli ai governanti locali indipendenti (toparchēs) sui loro rapporti con l'imperatore.

Il libro è prezioso per gli storici per la rappresentazione della mentalità dell'aristocrazia delle province bizantine negli ultimi decenni dell'XI secolo, e soprattutto per le relazioni sociali, come rivela la terza parte. Contiene inoltre molte informazioni altrimenti sconosciute sugli eventi storici, ed è il primo libro che indica la presenza dei valacchi in Tessaglia.

## Edizioni, traduzioni e commentari
- Maria Dora Spadaro (a cura di), Raccomandazioni e consigli di un galantuomo [Stratīgikón], collana Hellenica, testo critico, traduzione e note a cura di Maria Dora Spadaro; testo originale a fronte, Alesandria, Edizioni dell'Orso, 1998, ISBN 978-88-7694-320-1.
- (EL) Dimitris Tsougarakis (a cura di), Κεκαυμένου Στρατηγικόν, testo in greco bizantino con traduzione in greco moderno, Atene, 1993.
- (FR) Paolo Odorico (a cura di), Conseils et récits d'un gentilhomme byzantin, collana Collection Famagouste, Toulouse, Anacharsis, 2015, ISBN 979-10-92011-17-3.
- (DE) Hans-Georg Beck (a cura di), Vademecum des Byzantinischen Aristokraten, Graz/Vienna/Colonia, Verlag Styria, 1956.